# Abengoa Solar

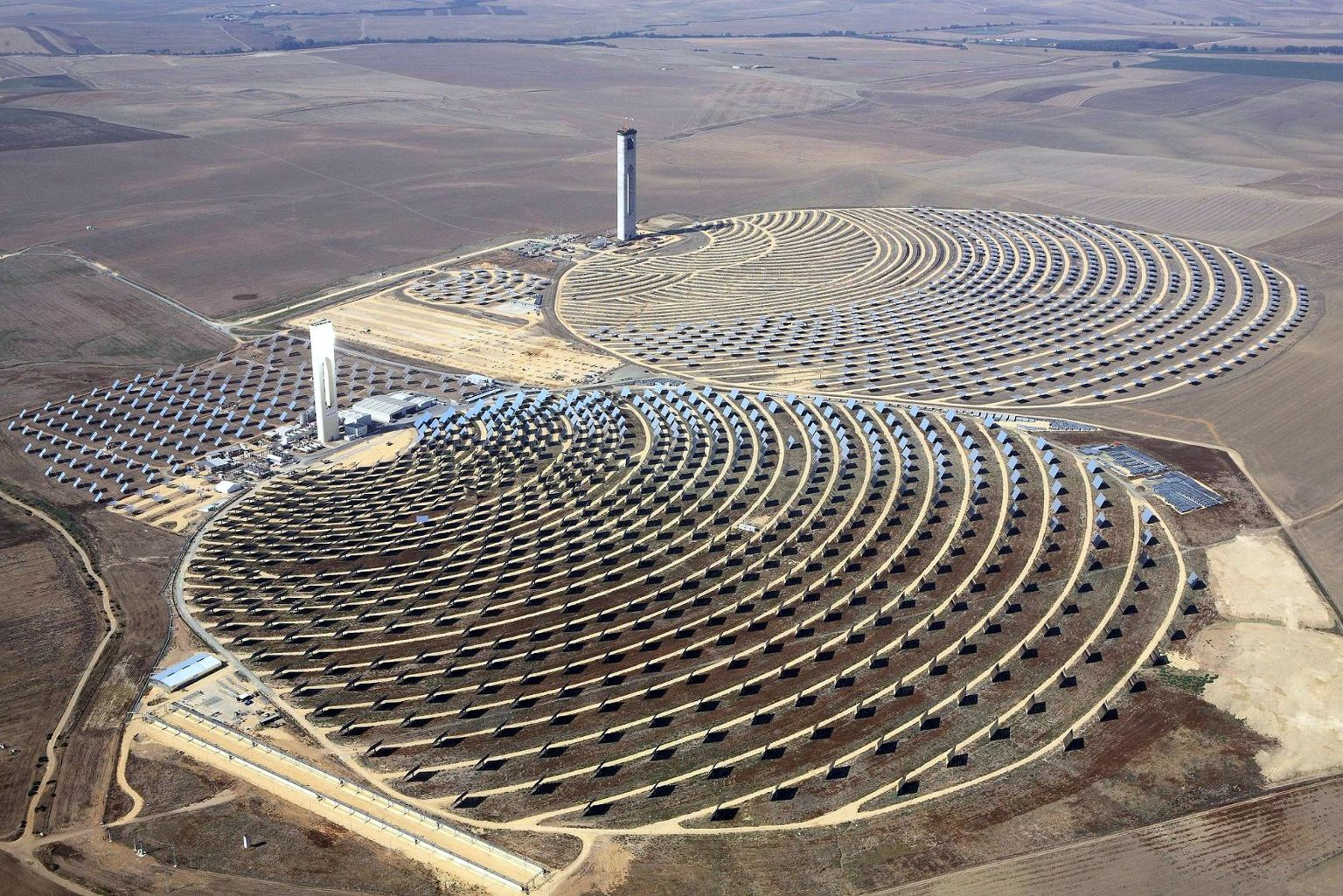
Torres solares PS10 y PS20.

Abengoa Solar fue una empresa española subsidiaria de Abengoa, que poseía la mayor planta de energía solar de Europa, en el municipio de Sanlúcar la Mayor (Sevilla) España. Fue creada en 1984 con el nombre de Solúcar Energía y cambió su nombre en 2007, cuando comenzó su andadura internacional.
La actividad de Abengoa Solar se centraba en el diseño, promoción, financiación, construcción y mantenimiento de plantas generadoras de energía solar.

## Enlaces relacionados
- PS10
- PS20